# Gesellschaft der Associierten Cavaliers
Die Gesellschaft der Associierten Cavaliers, auch Gesellschaft der Associierten Cavaliere oder Gesellschaft der Associierten, war eine lockere Vereinigung adliger Musikliebhaber in Wien, die seit Mitte der 1780er Jahre bestand. Sie organisierte und finanzierte Aufführungen musikalischer Werke, insbesondere von Oratorien, und gab auch Kompositionsaufträge. Unter anderem engagierte sie Wolfgang Amadeus Mozart für die Bearbeitung und Aufführung von Werken Georg Friedrich Händels und beauftragte Joseph Haydn mit der Komposition der Schöpfung und der Jahreszeiten. Ihr Initiator und Sekretär war der Baron Gottfried van Swieten, nach dessen Tod 1803 die Gesellschaft an Bedeutung verlor.

## Entstehung und Tätigkeit

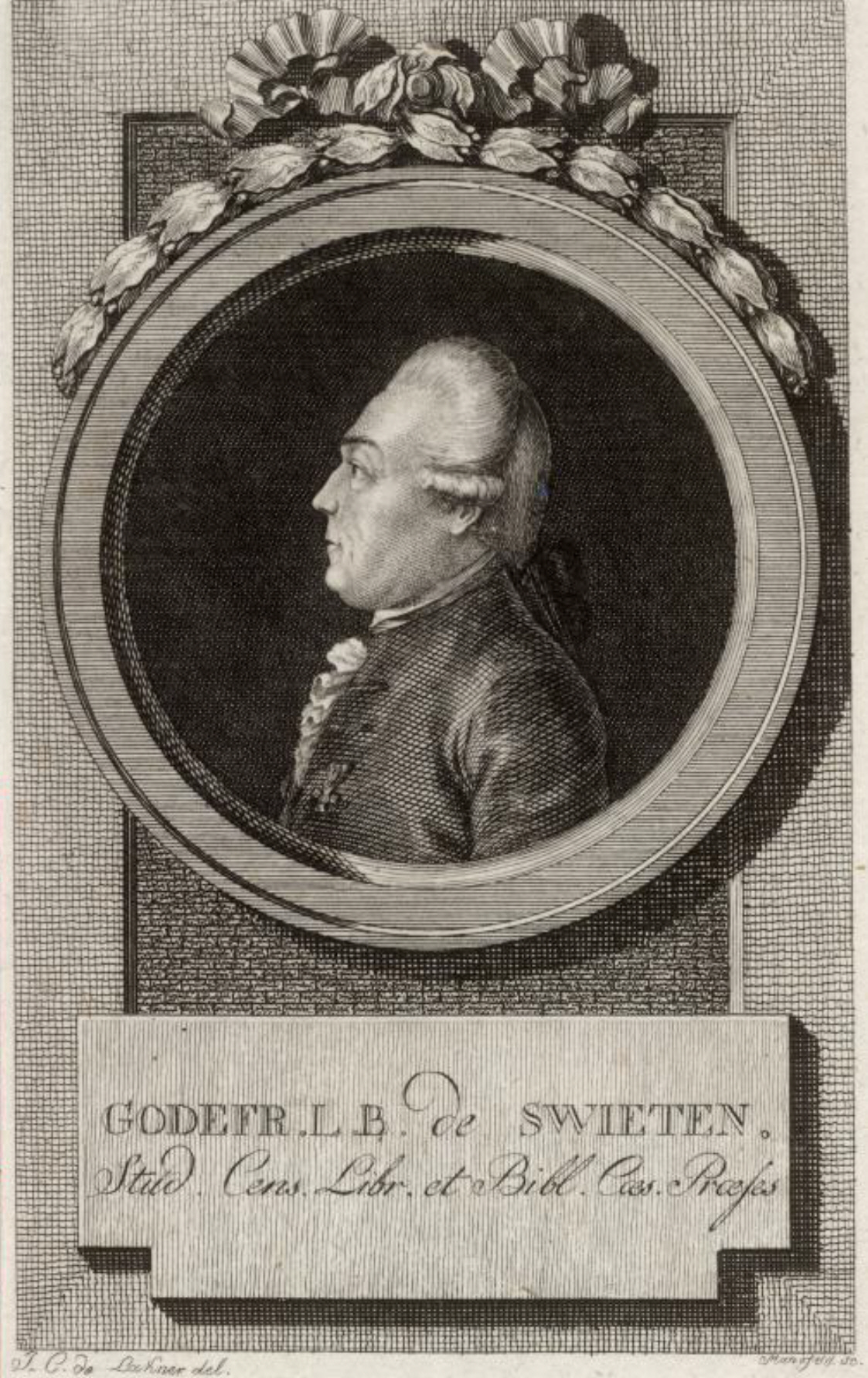
Gottfried van Swieten. Kupferstich von Johann Ernst Mansfeld

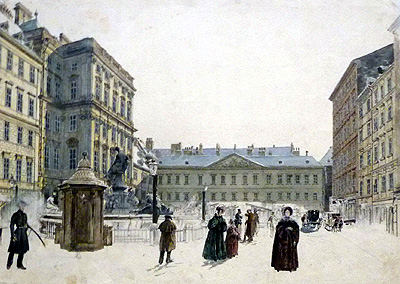
Neuer Markt um 1832, im Hintergrund das Palais Schwarzenberg. Aquarell von Rudolf von Alt

Die Gesellschaft entstand vermutlich aus den Privatkonzerten van Swietens, die dieser seit etwa 1780 veranstaltet hatte. Sie hatte ihr Augenmerk zunächst darauf gerichtet, Oratorien von Händel in großem Maßstab aufzuführen. Im Allgemeinen richtete van Swieten einen deutschen Text ein und die Gesellschaft finanzierte einen Komponisten oder Kapellmeister, der das Werk für die Zwecke der Aufführung und die zur Verfügung stehenden Instrumente arrangierte und gewöhnlich auch die Aufführungen leitete. Sie sorgte auch für das Orchester, meist die Wiener Hofmusikkapelle, den Chor und die Solistinnen und Solisten. Zudem stellte sie die Proben- und Aufführungsorte zur Verfügung. Geprobt wurde meist in van Swietens Haus, Hauptproben fanden wohl teilweise in der kaiserlichen Hofbibliothek statt, deren Präfekt van Swieten war. Aufgeführt wurden die Werke oft im Palais Schwarzenberg, manchmal auch in anderen Stadtpalästen der Mitglieder. Die Aufführungen waren grundsätzlich nicht öffentlich, sondern wurden nur für geladene Gäste ausgerichtet, die freien Eintritt hatten. Bei besonders erfolgreichen Werken finanzierten die Mitglieder gelegentlich auch öffentliche Aufführungen, die dann meist als Benefizkonzerte ausgelegt waren. Im Falle von Haydns Oratorien gab die Gesellschaft auch den Kompositionsauftrag und bezahlte ihn. Sie brachte dafür erhebliche Summen auf, genannt werden etwa allein für ein Mitglied, den Fürsten Joseph II. (Schwarzenberg), beinahe 2500 Gulden innerhalb der vier Jahre von 1798 bis 1801.
Als erstes Werk, das die Cavaliers aufführen ließen, gilt Händels Oratorium Judas Maccabäus, 1786 arrangiert und dirigiert von dem Kapellmeister Josef Starzer. Nach Starzers Tod engagierten die Associierten Wolfgang Amadeus Mozart, der für sie in den Jahren 1789 und 1790 die Händel-Werke Acis und Galatea, Das Alexanderfest und die Cäcilienode, vor allem aber den Messias bearbeitete und vom Cembalo aus dirigierte. Zudem leitete Mozart für die Associierten 1788 zwei Aufführungen von Carl Philipp Emanuel Bachs Oratorium Die Auferstehung und Himmelfahrt Jesu, ebenfalls von ihm für die Möglichkeiten des Orchesters arrangiert.
Nach Mozarts Tod kam es zu einer Zusammenarbeit mit Joseph Haydn. Die sieben letzten Worte unseres Erlösers am Kreuze hatte Haydn in einer Instrumentalfassung für einen spanischen Auftraggeber komponiert. In Zusammenarbeit mit van Swieten, der den deutschen Text gemeinsam mit Haydn revidierte, schuf Haydn für die Cavaliers eine Vokalfassung als Oratorium, die 1796 im Schwarzenberg-Palais uraufgeführt wurde. Im selben Jahr gab die Gesellschaft bei Haydn die Komposition der Schöpfung in Auftrag, die im April 1798 bei Schwarzenberg zum ersten Mal erklang und eine Reihe von Wiederholungen erlebte, bevor sie 1799 öffentlich aufgeführt wurde. Der nächste Auftrag an Haydn waren Die Jahreszeiten, die Haydn erst 1801 fertigstellen konnte. Im April 1801 dirigierte Haydn persönlich die Uraufführung im Palais Schwarzenberg, wiederum vor geladenen Gästen.

## Organisation, Name, Mitglieder
Über die Organisationsstruktur der Gesellschaft ist wenig bekannt. Statuten wurden nicht gefunden, öffentliche Mitteilungen sind rar, da die Aufführungen als Privatkonzerte stattfanden. Zwar berichtet der Agent des Musikverlags Breitkopf & Härtel, Georg August Griesinger, der mit Haydn und van Swieten in enger Beziehung stand, dass van Swieten ihm versprochen habe, „einige Materialien … über die Musicalische Gesellschaft, deren Stifter und Seele er ist, mitzuteilen“, offenbar für eine Publikation in der Allgemeinen musikalischen Zeitung, doch scheint es dazu nicht gekommen zu sein. Auch die Mitgliederzahlen und Mitgliederlisten, die in diversen Quellen angegeben werden, variieren. Selbst die Kontinuität der Vereinigung ist nicht gesichert: Reinhold Bernhardt gab 1930 in einem Jahrbuch von Breitkopf & Härtel auf unklarer Quellenbasis an, dass die Gesellschaft der Associierten Cavaliers nur von 1786 bis 1792 bestanden habe und 1799 eine Neugründung stattgefunden habe, um Haydns Oratorien zu subventionieren, eine Auffassung, der verschiedene Musikwissenschaftler gefolgt sind, etwa Theophil Antonicek. Edward Olleson schreibt hingegen in Grove Music Online, dass die Sponsorentätigkeit der Associierten über die ganzen 1790er Jahre angedauert und ihren Gipfel mit Haydns Oratorien erreicht habe. Ulrich Leisinger hält die Angabe Bernhardts für „nicht ganz verständlich“, da „kontinuierliche Aktivitäten der Gesellschaft“ über den ganzen Zeitraum zu verzeichnen seien.
Der Name der Gesellschaft wird in zeitgenössischen Veröffentlichungen nicht genannt. In den Akten des Hauses Schwarzenberg tauchen sie als die „Herrn Associirten“ auf, Haydn nannte sie in einem Brief vom 3. Juli 1801 die „Associrten H. Cavaliers“. In Griesingers Briefen figurieren sie als die „Musicalische Gesellschaft“. Die heute übliche Standardform „Gesellschaft der Associierten Cavaliers“ oder „Cavaliere“ ist vor dem 20. Jahrhundert nicht belegt.
Als Gründungsmitglieder werden neben van Swieten genannt: die Fürsten Joseph II. (Schwarzenberg), Lobkowitz, Moritz von Dietrichstein und das Haus Esterházy sowie die Grafen Anton Georg Apponyi und Batthyány. Griesinger zählt neben diesen Namen als Mitglieder und Auftraggeber der Schöpfung auf: die Fürsten Liechtenstein, Auersperg, Kinsky, Lichnowsky, Trauttmansdorff und Sinzendorf sowie die Grafen Czernin, Harrach, Erdődy und Fries. Albert Christoph Dies gibt eine etwas variierte Liste, auf der sich auch ein Graf Marschall sowie ein Freiherr von Spielmann finden. Für die Jahreszeiten werden 24 Mitglieder angegeben, darunter war zusätzlich der Fürst Paar.
Generell ist die Vorstellung, es habe sich um eine „personell weitgehend stabile, fest umrissene Gesellschaft mit spezifischem Namen“ gehandelt, ein Produkt der Musikgeschichtsschreibung des 19. und 20. Jahrhunderts und lässt sich in den Quellen so nicht wiederfinden, so Constanze Marie Köhn auf der Basis von Quellenstudien für ihre Dissertation zu den Cavaliers. Der Begriff der Gesellschaft habe Ende des 18. Jahrhunderts keineswegs notwendigerweise eine feste organisatorische Bindung impliziert.

## Historische Einordnung
In der zweiten Hälfte des 18. Jahrhunderts ging die Bedeutung der Wiener Hofkapelle aufgrund von Sparmaßnahmen deutlich zurück. Auch die adligen Hauskapellen, etwa die von Fürst Nikolaus I. Joseph Esterházy de Galantha, bei der Haydn angestellt war, verloren an Bedeutung. Die Pflege groß besetzter musikalischer Werke und insbesondere Oratorien ging auf die  Tonkünstler-Societät über, ursprünglich eine Pensionskasse für Musiker, die 1771 vom kaiserlichen Hof begründet worden war. Sie finanzierte sich aus Mitgliedsbeiträgen, die im Falle der Musiker der Hofkapelle, welche auf Befehl von Maria Theresia Mitglieder werden mussten, vom Hof getragen wurden. Die Tonkünstler-Societät veranstaltete seit 1772 jährlich zur Fastenzeit und im Advent zwei „Akademien“, also Konzerte, die finanzierbar waren, weil die Mitglieder zur unentgeltlichen Beteiligung an der Aufführung verpflichtet waren. Im Zentrum der öffentlichen Benefizkonzerte stand jeweils ein Oratorium, meist in der italienischen Tradition von Pietro Metastasio und seinen Nachfolgern.
Die Associierten Cavaliers traten sowohl als Konkurrent als auch als Ergänzung der Tonkünstler-Societät auf. Sie verfügten über ganz andere Mittel und waren in der Lage, einen Komponisten wie Haydn angemessen zu bezahlen. Zudem verhalfen sie dem Wandel des musikalischen Geschmacks  zum Durchbruch, der sich seit den 1780er Jahren abgezeichnet hatte, von der italienischen Tradition zu den großen Oratorien Händels und Haydns. Die Mitglieder der Associierten waren in der Lage, unabhängig von äußeren Einflüssen ihrem musikalischen Geschmack zu folgen. Sie mussten nicht, wie die Tonkünstler-Societät, Mitgliedsbeiträge und Formalien verlangen, die sowohl auf Mozart als auch auf Haydn abschreckend wirkten und deren Mitgliedschaft zunächst verhinderten. Es gab jedoch durchaus auch Zusammenarbeit zwischen der adligen und der bürgerlichen Musikorganisation: So wurde etwa die Schöpfung nach den Privataufführungen für geladene Gäste 1799 öffentlich zum Vorteil der Tonkünstler-Societät aufgeführt.
Tia DeNora hat die These aufgestellt, dass die groß angelegten Oratoriumsaufführungen der Associierten vor allem dem Distinktionsgewinn der Adligen dienten. Im Zuge des Übergangs von der höfischen zur adligen und schließlich zur bürgerlichen Musikförderung änderten sich die Quellen der Distinktion „von der schlichten Quantität der Mittel hin zu einer qualtitativen Demonstration von Unterscheidungsfähigkeit und ‚gutem Geschmack‘ und zu einer stärkeren Betonung von ‚Größe‘“. Wer die großen Musiker anerkannte, musste implizit auch die Größe ihrer adligen Förderer anerkennen. Die Adligen, so DeNora, erwiesen sich damit als „aristocrats of taste“, Aristokraten des Geschmacks und von Geschmack. Mit der Etablierung einer Ideologie „ernster Musik“ (serious music) sei es ihnen gelungen, die erodierenden sozialen Trennlinien mit neuen, ideologischen Mitteln wieder zu befestigen und ihren Exklusivitätsanspruch zu bestätigen. Jen-Yen Chen macht demgegenüber auf den auffallenden Widerspruch zwischen dem Menschheitspathos insbesondere von Haydns Oratorien und der exklusiven Darbietung für ein geschlossenes Publikum aufmerksam und kommt zu dem Ergebnis, dass hier eine Art von widersprüchlicher Einheit zwischen den adligen Förderern, dem bürgerlichen Musiker und dem universalistischen Anspruch der Aufklärung Gestalt annahm. „Die Schöpfung und die Jahreszeiten wurden zunächst von einem extrem ausgewählten Publikum gehört, wenig später von einem breiteren Publikum, aber die Zuhörerschaft kam nie der ganzen Menschheit nahe.“
Die Tätigkeit der Gesellschaft der Associierten Cavaliers hing wesentlich von Gottfried van Swietens Initiative ab, sodass sie mit seinem Tod weitgehend zum Erliegen kam. Mit der Gesellschaft der Musikfreunde in Wien entstand wenige Jahre später, 1812, der erste große bürgerliche Konzertveranstalter in Wien, der heute noch existiert. Damit war der Übergang von der höfischen und adligen zur bürgerlichen Musikpflege erreicht. Die Forschungsarbeiten zu diesem Übergang dauern an, wie eine 2022 im Entstehen begriffene Dissertation zu den Associierten Cavaliers zeigt.